# Periódico La Humanidad: Órgano del proletariado (1925-1927)
La Humanidad, periódico socialista colombiano que circuló entre 1925 y 1927 y que alcanzó los 100 números, fue creado como órgano de difusión política, a raíz del cierre del periódico Obrero del Valle (Cali, Colombia), luego de la negativa de las imprentas por seguir publicándolo, después de la edición especial del primero de mayo de 1925 en la que predominó un tono radical y combativo.
La “Cooperativa Tipográfica” con una imprenta de su propiedad publicó el 16 de mayo de 1925 el primer número de La Humanidad, periódico del proletariado, bajo la dirección de Ignacio Torres Giraldo. El nombre del periódico se inspiró en el órgano del socialismo francés L ́Humanité, creado por su recordado líder Jean Jaurés.
El periódico, semanario que llegó a tener amplio reconocimiento entre las organizaciones obreras del país, sirvió como medio de expresión y difusión de la Confederación Obrera Nacional (CON); así mismo contó con el reconocimiento de otros órganos de difusión independiente de corte socialista a nivel nacional e internacional. Contó la participación de la representación más avanzada de la clase obrera de ciudades como Cali, Bogotá, Barrancabermeja, Medellín, así como de obreros del todo el país, pero especialmente de los trabajadores de Ferrocarril del Pacífico. Todos los colaboradores, como lo señalara el mismo Torres Giraldo, eran “trabajadores manuales”.
La redacción del periódico estaba conformada por “Enrique Ramírez, albañil de Cali; Agustín Morales, sastre de Buenaventura; Julio Jiménez, carpintero de Palmira; Miguel Ángel Quintero, sastre de Pradera (Valle del Cauca), y Lisímaco Espinosa y Eloy Figueroa, dos campesinos aparceros también del municipio de Pradera. Desde luego, el fuerte del periódico estuvo en el ´Ferrocarril del Pacífico, de donde se nutría con materiales de escritores permanentes que no firmaban sus producciones o lo hacían con nombres supuestos”.

## Contexto histórico
A finales del siglo XIX surgieron las primeras industrias en Colombia; el sector se fue incrementando en las primeras décadas siglo XX, mostrando un fuerte desarrollo gracias a coyunturas como la expedición de leyes proteccionistas, algunos beneficios derivados de la Primera Guerra Mundial, y el alza en los precios del café en el mercado. Sin embargo, con la Guerra de los Mil Días Colombia entró en una crisis económica que se agravó con la separación de Panamá (1903). Las industrias y las vías de comunicación se encontraban destruidas, y la deuda externa e interna eran considerables; así mismo, muchas de las empresas artesanales tuvieron que cerrar, dando lugar al desempleo de una población predominantemente femenina.
Para la segunda década del siglo XX, las mujeres carecían de derechos políticos. Algunas tenían trabajos menores (pequeños negocios, artesanías o trabajo en la tierra), y si recibían un salario, era normalmente porque trabajaban en el servicio doméstico. A partir de 1920 empezaron a ir a la escuela elemental a la par que los hombres y ocupaban los puestos bajos en fábricas y almacenes; nuevas inquietudes comienzan a surgir entre las mujeres colombianas quienes, como María Cano (1887-1967), escritora, líder sindicalista y periodista, exigen mejores condiciones para los trabajadores y las mujeres, demandando sociedades más igualitarias e incluyentes.
El movimiento obrero y la consolidación del sindicalismo en Colombia estuvieron precedidos por la lucha de los artesanos que hacia mediados del siglo XIX se agruparon en asociaciones en oposición a las políticas libre-cambistas de la época. Entre los factores que impulsaron la formación del sindicalismo durante la primera década del siglo XX estuvieron el desarrollo del ferrocarril y la actividad naviera por el río Magdalena.
En 1913 nace la Unión Obrera Colombiana que en solo tres meses logró la conformación de 15 gremios y la adhesión de más de tres mil trabajadores. Once años después, en 1924, coinciden en Bogotá el Primer Congreso Obrero y la Conferencia Socialista Nacional. En esta reunión comenzó a ser notoria la influencia del socialismo en el movimiento obrero y surge la necesidad de una organización nacional para la defensa de los obreros. Así, en julio de 1925, en el Segundo Congreso Obrero se conformó la Confederación Obrera Nacional (CON) en la que fue nombrado Ignacio Torres Giraldo, como secretario y designada La Humanidad, como su órgano oficial.

## La Humanidad: órgano del proletariado
El 16 de mayo de 1925, el líder popular, sindicalista y tipógrafo Ignacio Torres Giraldo, junto con un grupo de intelectuales, artesanos y obreros, comenzó la edición de La Humanidad, periódico semanal vallecaucano que nace como órgano de difusión política y de denuncia de la situación obrero-artesanal. 
En el editorial de su primer número se presentan de la siguiente manera:

Nuestra Bandera es la Humanidad […] Mientras haya seres que posean lo que no necesitan y seres que carezcan de lo indispensable para vivir, tendremos nuestra bandera flameando entre el cielo y la tierra. Mientras haya seres martirizando sus carnes en las vías férreas por jornales de hambre, empuñando una barra y soportando el sol ardoroso del trópico y el agua despiadada; mientras estos seres sufran como bestias la suprema ley del desprecio en sus reclamos, estaremos al pie de nuestra Bandera. […] Este periódico ese la tribuna libre para que denuncie el soldado, el policía y el agricultor la tiranía de los amos; es el verbo de la cólera hecho lenguas de fuego contra los traficantes de seres humanos, de la justicia suspensa sobre la garganta de los capataces […] Este periódico tendrá una digna altivez y un respeto profundo por la verdad

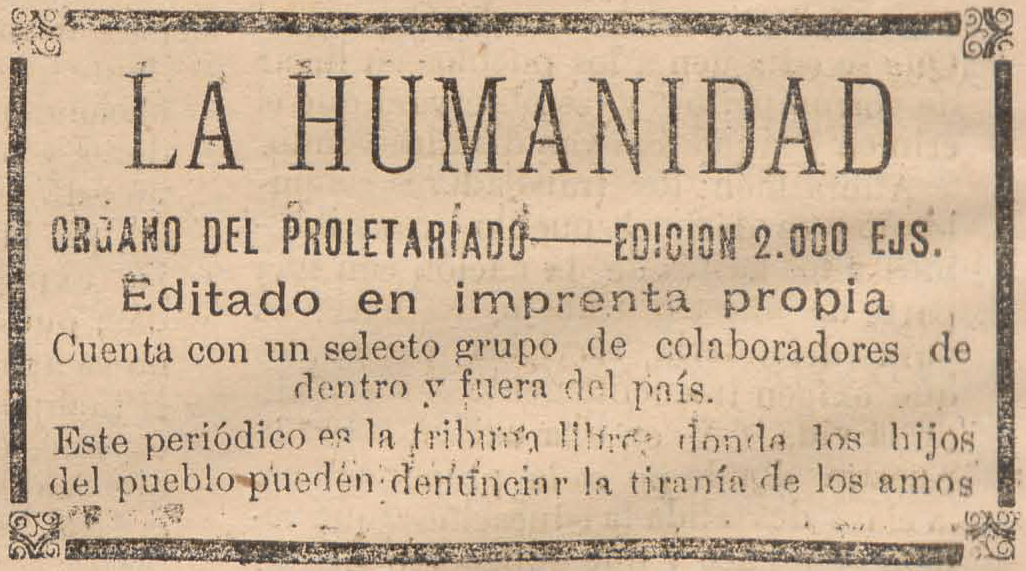
Aviso Imprenta.

Desde sus páginas se libraron muchas batallas en la defensa de los obreros de todo el país y de las ideas socialistas, y en la promoción de la educación y los derechos de los trabajadores, convirtiéndose además en un medio de denuncia de los atropellos de la “burguesía capitalista”, patronos, empresarios e industriales, terratenientes, gamonales y capataces, hacia la clase trabajadora.
El semanario cobró tal importancia en el contexto de las luchas obreras que varios periódicos libres, nacionales y extranjeros, reproducían sus editoriales en sus propios órganos de difusión. Tal es el caso de El Socialista (Bogotá), Vanguardia Obrera (Barrancabermeja), Por la Unión de Ciénaga (Ciénaga, Magdalena), Polidor (Pereira, Viejo Caldas), El Microbio (Riosucio, Viejo Caldas); y El Faro (Guayaquil, Ecuador) y La Lucha (México).

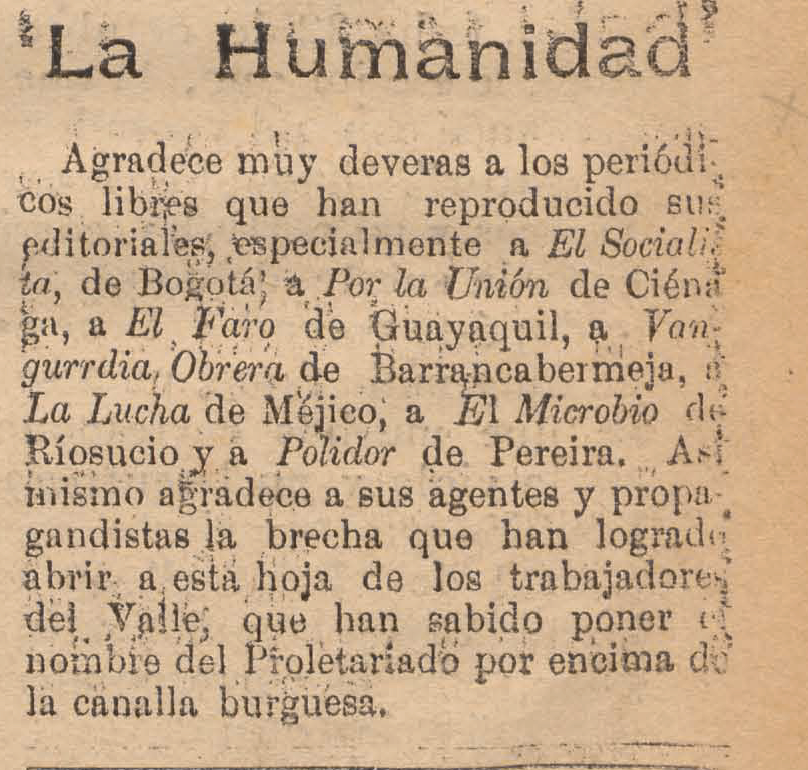
Agradecimiento a otros periódicos.

La Humanidad trabajó en la conformación de una contracultura que fuera la expresión del movimiento obrero, a partir de los siguientes principios: 1) confianza en la razón y en el progreso; 2) lucha contra el alcoholismo; 3) concepción religiosa; 4) discurso ideológico pluralista; 5) papel de la mujer en la sociedad. Se destaca en este último punto la columna titulada Féminas de La Humanidad, escrita por Clara Luna (seudónimo), así como la invaluable colaboración, en muchas de sus ediciones, de María Cano —primera mujer líder política en Colombia—, y de otras mujeres.

### La Humanidad y la educación
La educación de la clase obrera se constituyó en uno de los propósitos fundamentales de La Humanidad. Es así como desde sus inicios cada publicación contiene al menos un artículo enfocado en educar a los lectores en temas de su interés personal y gremial, e invitando a los trabajadores a informarse e instruirse. Entre muchos otros, el periódico abordó en tono educativo para sus lectores temas como: i) La problemática social: Problemas sociales (No. 5:4-5, junio de 1925); El problema de la tierra (No. 15: 2, agosto de 1925); La embriaguez (No. 47: 4, mayo de 1926); La lucha antialcohólica (No. 51: 3, junio de 1926); El Alcoholismo ( No. 67: 5, octubre de 1926); Camarada (No. 67: 6, octubre de 1926); Por el pueblo y para el pueblo (No. 72:1-12, marzo de 1927). ii) La educación popular: La educación del pueblo (No. 6: 1 – Editorial, junio de 1925), Por la educación de la clase trabajadora (No. 21: 5, octubre de 1925), La educación de la clase I (No. 47: 4, mayo de 1926); La educación de la clase II (No. 48: 4, junio de 1926); La educación de la clase III (No. 49: 4, junio de 1926) y La educación de la clase IV (No. 50: 4, junio de 1926); La educación de la clase V (No. 51: 4, junio de 1926); La educación de la clase VI (No. 52: 4, julio de 1926); La educación de la clase VII (No. 53:4, julio de 1926); La educación de la clase VIII (No. 54:4, julio de 1926); La educación de la clase IX (No. 55:6, julio de 1926); La educación de clase X (No. 56: 4, julio de 1926). iii) La formación política: El esclavo moderno (No. 11: 2, julio de 1925); Al calor de las ideas (No. 25, octubre de 1925); El Frente Único (No. 50: 2, junio de 1926); El socialismo (No. 52: 5, julio de 1926), Las ideas (No. 54: 2, julio de 1926); Analicemos la Patria (No. 55: 7, julio de 1926); El arte y la política (No. 63: 4, octubre de 1926), Avanzamos (No. 68: 5, enero de 1927), El Socialismo Revolucionario No. 82: 1 – Editorial, junio de 1927) entre muchos otros.

### La Humanidad y la religión
Frente a la religión adoptó una postura particular: “recogió cierta tradición cristiana, desechando todo aquello que indujera a la resignación y al maridaje con el poder, insistiendo en el espíritu colectivista de los primeros cristianos y en las críticas de los profetas y los santos padres a la riqueza […] El intento del núcleo de Torres Giraldo era plantear la continuidad entre cristianismo puro y socialismo.

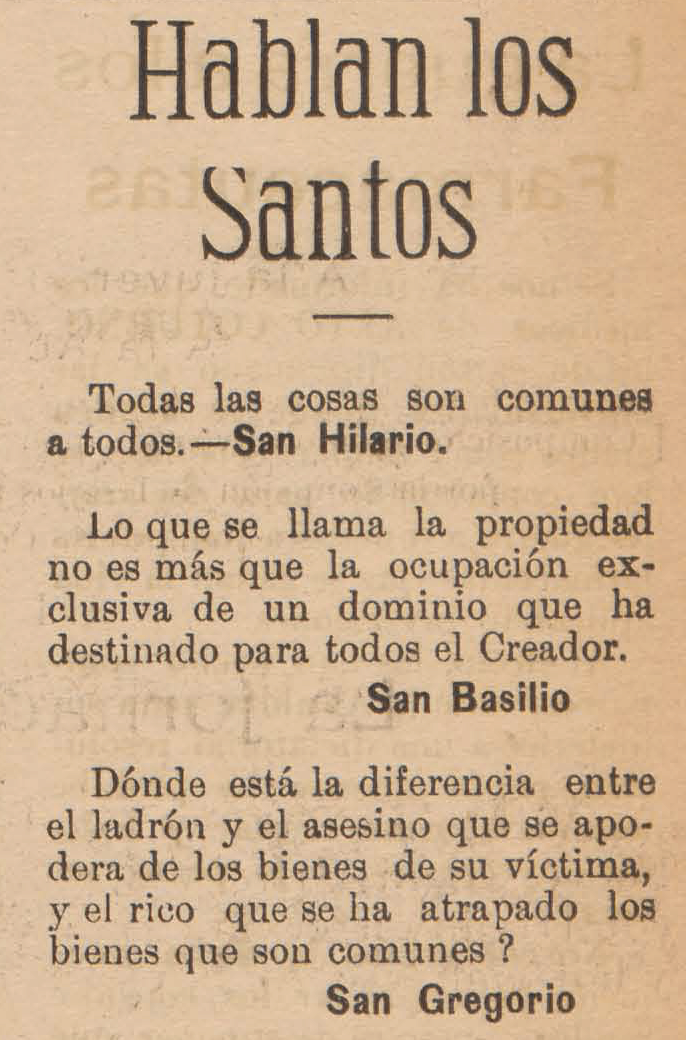
Sección «Hablan Los Santos».

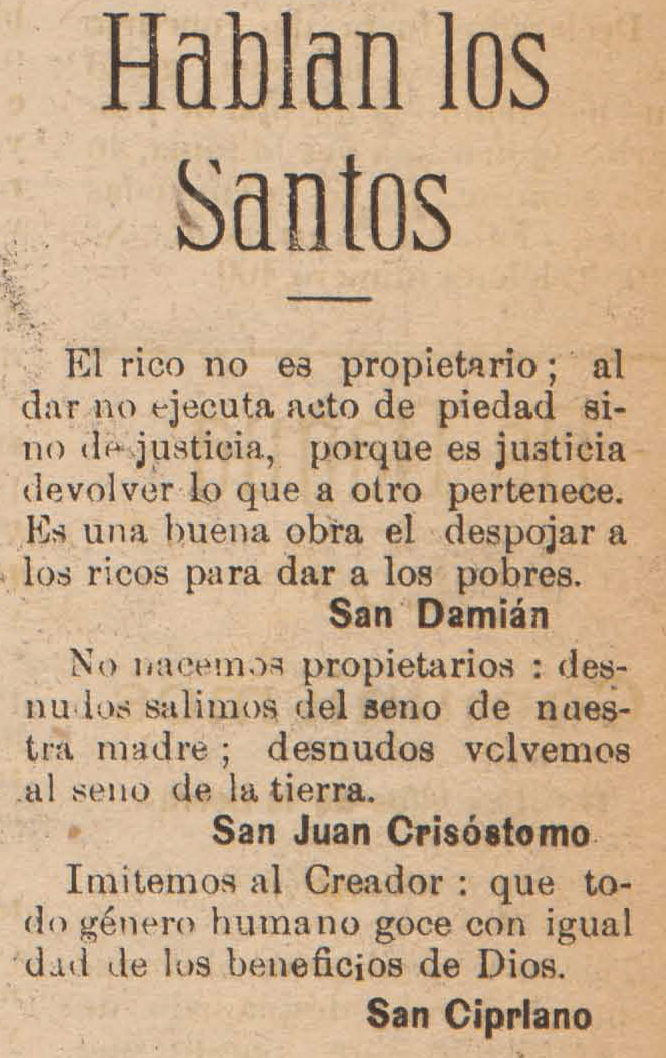
Sección «Hablan Los Santos».

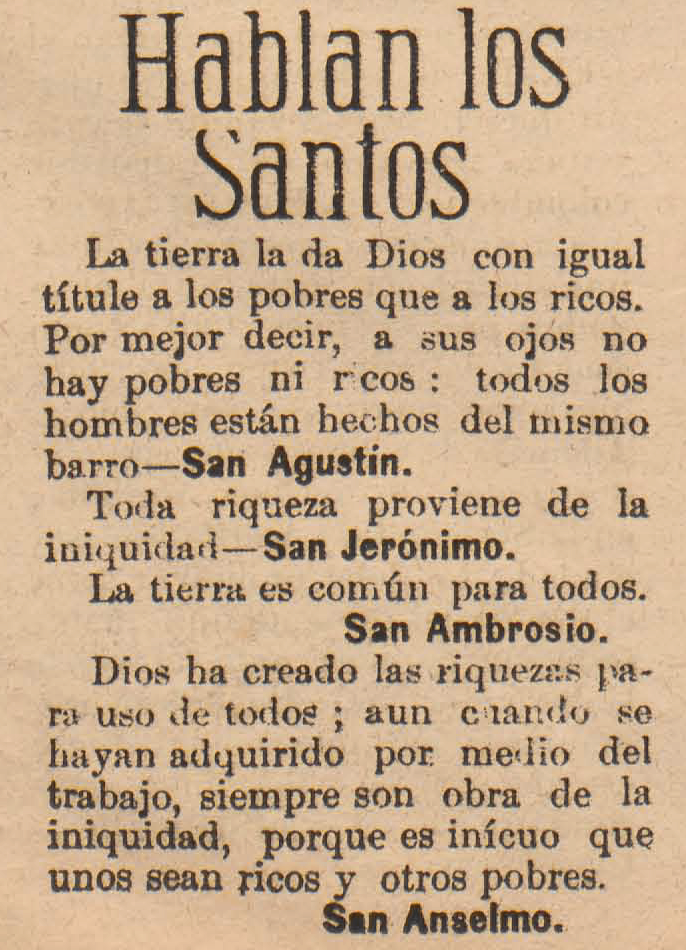
Sección «Hablan Los Santos».

Los primeros números de La Humanidad contienen una pequeñísima sección titulada Hablan los Santos, con frases o pensamientos de algunos santos, muy bien escogidos, que invitan a la reflexión en el contexto mismo de la lucha que promueve el semanario.

### La Humanidad y las mujeres: la participación femenina
A partir de octubre de 1925 (número 21) y hasta agoto de 1926 (número 57) el periódico cuenta con una columna permanente: Femeninas para la Humanidad, a cargo de Cara Luna (seudónimo), enfocada en la condición y la posición de las mujeres en la sociedad y haciendo permanentemente análisis sobre sus causas y consecuencias, y aportando ideas revolucionarias tendientes a concientizar a las mujeres de la necesidad de un cambio social que reconozca sus derechos. Desde su primera aparición la columnista señala, entre otras cosas, la doble explotación de la cual es víctima de la mujer: la compartida con el hombre y aquella que obedece a la subestimación tanto sociológica como fisiológica. En ese sentido invita a la mujer a luchar contra la discriminación de la cual es objeto, señalando que la posición de la mujer obedece a un desequilibrio social y a la educación existente, de la cual ella es excluida. A través de su columna hace un llamado a la mujer, no solo a educarse sino a sumarse a la revolución, a la lucha y a la reivindicación de sus derechos.
Varias mujeres participaron de la columna, entre ellas Lola Miller y Felicidad Severa (seudónimo), quien en repetidas ocasiones le escribe a Clara Luna y esta correspondencia se publica dentro de la columna, alguna en tono lírico.
Las últimas columnas de Femeninas para la Humanidad publicadas por Clara Luna (mayo a agosto de 1926), se centran en la educación de la clase obrera y su importancia en el crecimiento y la conformación de una “nueva clase obrera”más informada y más instruida, con herramientas que le permiten avanzar en la lucha.

Otras mujeres participaron también en la redacción de La Humanidad, entre ellas: Raquel Torres Giraldo y María Cano, de quien se refiriera la editorial de la edición extraordinaria de agosto de 1926 así: 
“María Cano será el símbolo de la Revolución Social en Colombia, nacida de esta paz octaviana y sobre las ruinas de la masculinidad” (La Humanidad No. 59, Agosto 1926). 
En diferentes ediciones María Cano coautora de artículos junto con Ignacio Torres.
En la edición n.º 54, el semanario rinde un homenaje a Raquel Torres, quien además de su colaboración, donó cien pesos oro para sostener las primeras ediciones del periódico, y después desde Sevilla sigue activamente apoyándolos. Este número también publica una columna de su autoría sobre la importancia de las ideas en el futuro y la trascendencia del comunismo como una nueva filosofía de vida colectiva.
De la misma manera, la edición extraordinaria N.º 59, en la página editorial titula María Cano, describiéndola como símbolo de la revolución social en Colombia, cerrando el número con una fotografía suya, algo excepcional en el semanario.

## Columnas permanentes
De forma permanente se publican cuentos de Anatole France, León Tolstoi y Máximo Gorki; poemas de Víctor Hugo, piezas cortas de Cervantes y Shakespeare, y referencias a textos de Tomás Moro, Bossuet, Tomás de Aquino, Proudhon, Kropotkin, León XIII y Marx. Asimismo, incluyeron poemas de Guillermo Valencia y Julio Florez, textos de Miguel Antonio Caro y Rafael Nuñez, poemas de Salvador Diaz (mexicano):
- Editorial, a cargo del director Ignacio Torres Giraldo, y en ausencia de este, a cargo de Félix López P.
- Página literaria: si bien desde el primer número el periódico cuenta con apartes literarios (poemas), es solo a partir del N.º 19 que aparece con fragmentos de publicaciones en media página (dos columnas) y desde el N.º 58, página completa. De esta columna participaron autores nacionales y extranjeros de la talla de Julio Flórez, Miguel Antonio Caro, Guillermo Valencia, Máximo Gorki, Manuel Ugarte, entre otros.
- 'Notículas: noticias pequeñas sobre la clase obrera
- Pederasta: sección científica propuesta por el profesor Paúl Lefevre; artículos científicos sobre tópicos de actualidad, a partir del N.º 19, Año 1.
- 'Féminas para La Humanidad: a partir del N.º 21, escrita por Clara Luna, seudónimo.

## Colaboradores
En el N.º 3 el periódico lista a sus colaboradores permanentes tanto nacionales como extranjeros y adicionalmente dice 

… las columnas de este periódico estarán abiertas para todo el que participe de las ideas y para todo aquel de nuestros hermanos que tenga que denunciar una injusticia, una arbitrariedad cometida por los dueños del dólar o por los esbirros del gobierno

(La Humanidad, N.º 3: 6, mayo de 1925). 
Este texto se repite en las siguientes ediciones, lo mismo los créditos, penúltima página del periódico.
Cali, Félix López, Ramón Bonilla, Antonio Jaramillo
Popayán, Francisco José Valencia, Ignacio Grijalba, Hipólito Rivera.
Bogotá, Francisco de Heredia
Girardot, Ismael Gómez Álvarez
Barrancabermeja, Luis Álvarez
Montería, Vicente Adamo
Manizales, Francisco Buitrago
Dabeiba, Francisco Ortega
Espinal, Ismael Toledo
Neiva, Evangelista Prifits
Pasto, Gerardo David Ricaurte, Jorge Samper Coral
La Unión (Nariño), Marco Aurelio Arturo
Puerto Tejada, Eladio Mina y Luis Vejarano
Jamundí, Abel Guerrero
Palmira, Neftalí Arce, Julio Agredo y Solón Espinosa
Pradera, Miguel Quintero
Florida, Juan Cortes
Buga, Guillermo Quintero y Emilio Bejarano
Tuluá, Luis Carlos Santacoloma
Zarzal, Eduardo Calderón
La Unión (Valle), M.J. Torres Giraldo
Cartago, Adolfo Quintana
Dagua, Salvador Barbosa
Buenaventura, Agustín Morales y Miguel Quijano
Exterior:
Tampico (México), J. A. Tamayo
Brooklin (N.Y.), Rafael Iriarte
New York, Carlos Melguizo

### Otros colaboradores
Dentro de este listado no aparecen María Cano, poetisa y prosista; Enrique Ramírez, albañil; Agustín Morales, sastre; Julio Jiménez, carpintero; Lisímaco Espinosa y Eloy Figueroa, campesinos; El conde Henao, Clara Luna, seudónimo; y Vasco René, seudónimo, quienes también se convertirán en colaboradores del periódico.
En 1927, comienzan a reimprimir notas del periódico El Tiempo, El Pueblo de Girardot, las cuales versan sobre temas que al editor le interesan.

## Presentación física
- Tamaño: indeterminado.
- Diseño: cuatro columnas en los primeros números y después pasa a tres columnas. El interior va a tres columnas, 8 páginas.
- Tintas: una, negra y roja para edición extraordinaria.
- Impresión: La Humanidad.

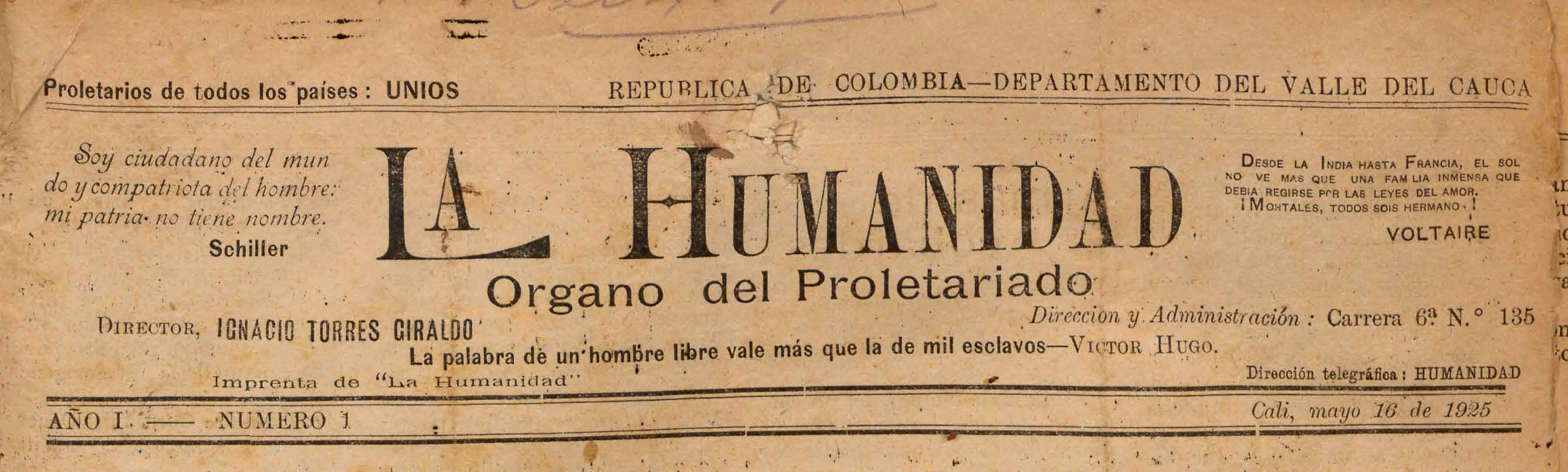
Parte superior del periódico.

El periódico pretendía romper con el regionalismo y además cumplir con una labor educativa, por ello incluye citas de Victor Hugo, Schiller y Voltaire en su cabezote.
Las páginas del periódico recogen el pensamiento y las denuncias del movimiento obrero, publicitan y reseña los eventos importantes y publica la correspondencia recibida de los lectores y denunciantes. Cada edición cuenta con la participación de intelectuales y obreros de diferentes lugares del país. Utilizan las páginas para instar a las personas a participar en reuniones y eventos obreros.
La fortaleza del periódico estuvo en el apoyo irrestricto a los trabajadores del Ferrocarril del Pacífico, quienes publicaban siempre en sus páginas.
Los número 4 y 5 se publicó el discurso pronunciado por Neftalí Arce, pronunciado en el acto de colocación de la primera piedra de La Casa del Pueblo, en Cali, el 1 de mayo de 1025), evento que “levantó una polvareda entre la burguesía”.

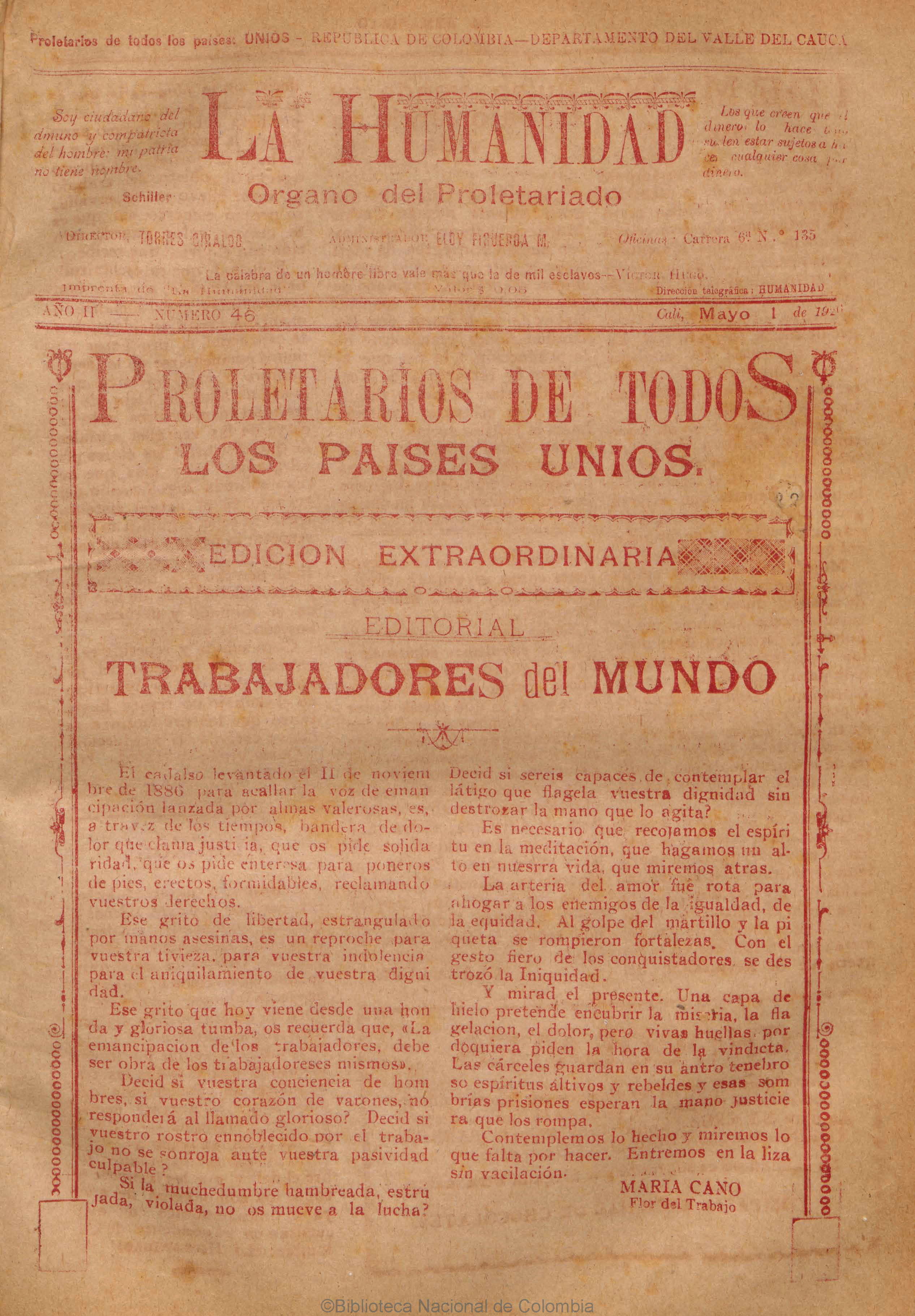
Editorial.

A partir del No. 33, enero de 1926, se incluyen en la primera página, fotos de personajes del socialismo mundial o de colombianos que militan en el partido obrero.
El número 46 del periódico fue publicado el 1 de mayo de 1926, como una Edición Extraordinaria en conmemoración del Día Internacional de los Trabajadores, con editorial firmado por María Cano y en la segunda página, Clara Luna escribe una columna sobre el papel de la mujer dentro de la sociedad y la revolución social.
En el número 98, 12 de noviembre de 1927, explican que la edición 100 será en gran formato y con un mayor número de páginas porque tenían dos objetivos: celebrar el número 100 e iniciar como diario.

## Publicidad

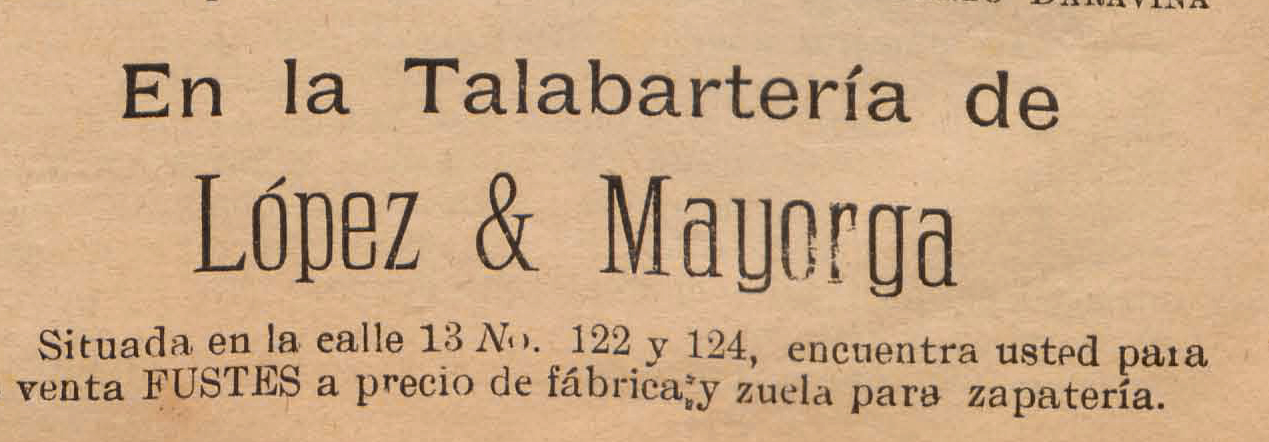
Publicidad.

En 1801 aparece por primera vez, un anuncio comercial en un periódico colombiano llamado “Correo curioso, erudito, económico y mercantil de Santafé de Bogotá”, fundado por Jorge Tadeo Lozano y su primo Luis Azuola y Lozano.
Una de las empresas que impulsó e incentivó el crecimiento de la industria publicitaria fue Bavaria, empresa bogotana cervecera creada en 1889, la cual traía su publicidad desde Europa y Estados Unidos, enfocada en su mayoría a material para el punto de venta (POP), como carteles, almanaques, murales y regalos publicitarios.

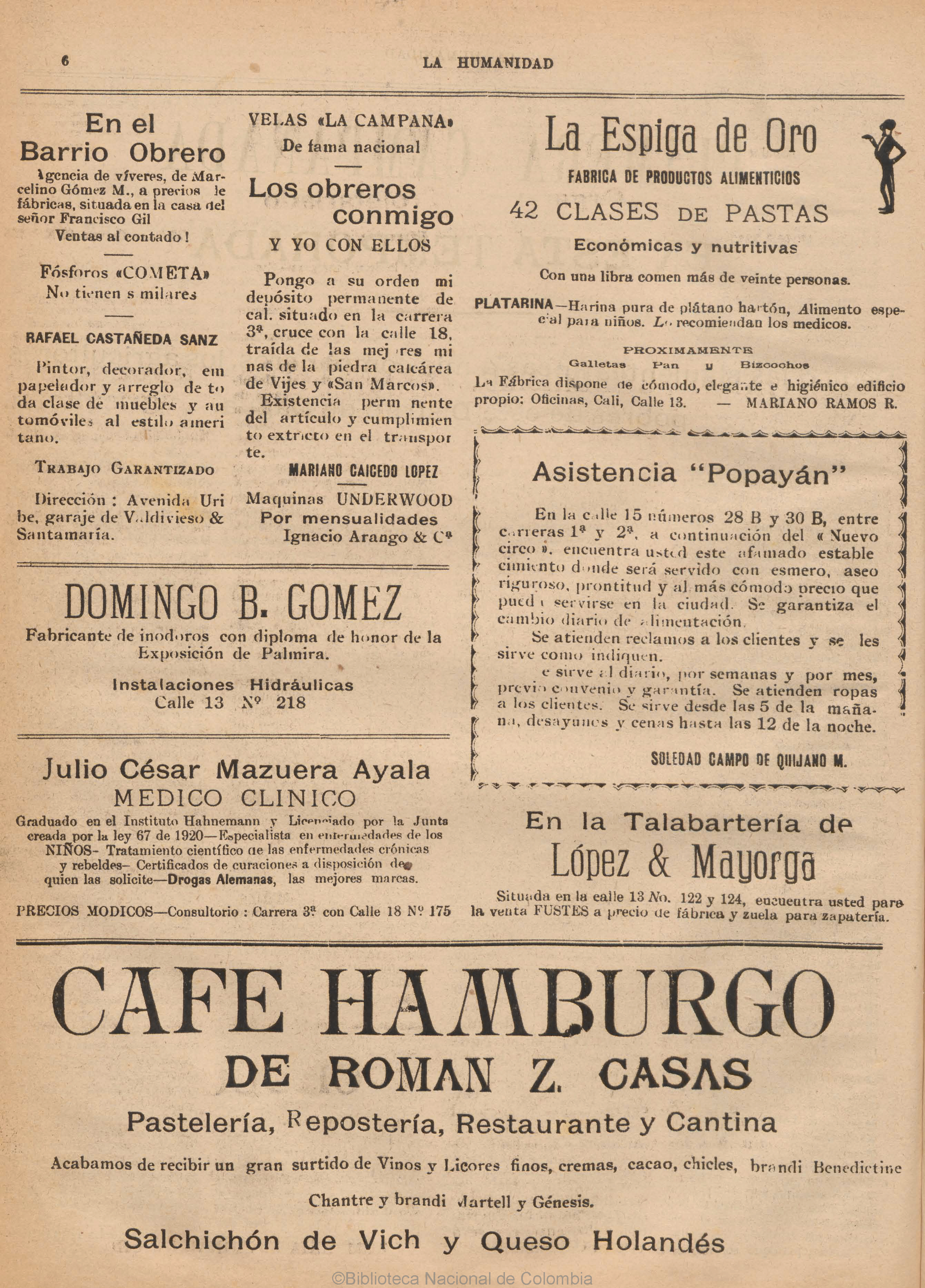
Clasificados.

Si bien el semanario cuenta con publicidad y avisos clasificados desde el No. 1, es sólo a partir del No. 6 que aparece publicidad ilustrada y hasta el N.º 16 que se cuenta con una página de avisos clasificados.
En la parte inferior de las páginas, a dos o cuatro columnas, se encuentra la escasa publicidad que saca el periódico. A partir del No. 8, la publicidad a dos columnas aparece en la parte superior de las páginas.

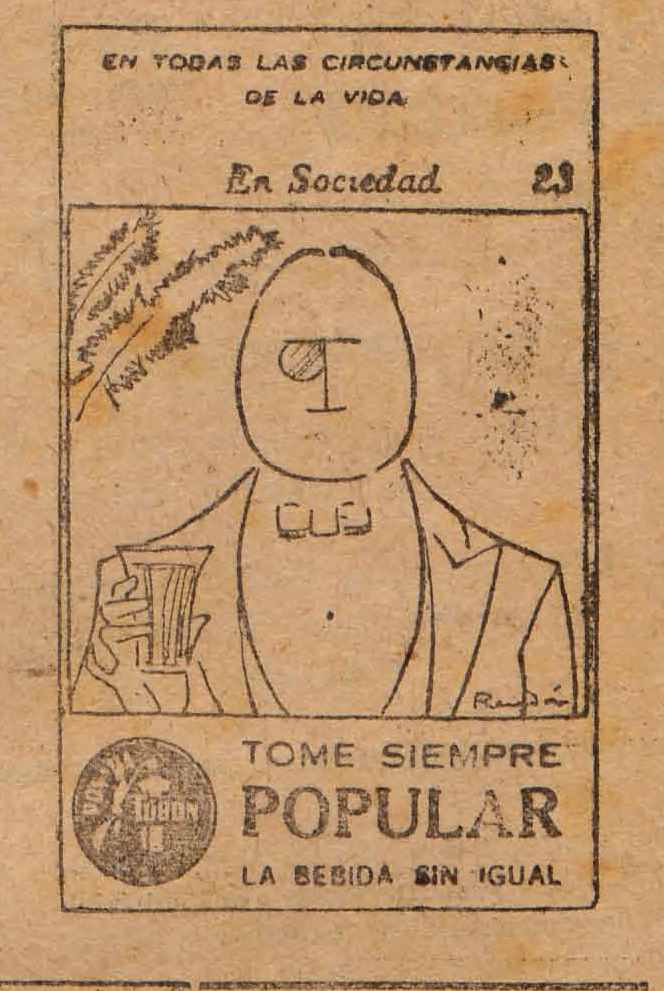
Primera publicidad gráfica de La Humanidad.

Durante el tercer año (1927), aparecen avisos publicitarios en todas las páginas del periódico, algunos en la parte de arriba a dos columnas. La publicidad se va volviendo más directa porque es escrita para un público específico (obreros y artesanos):

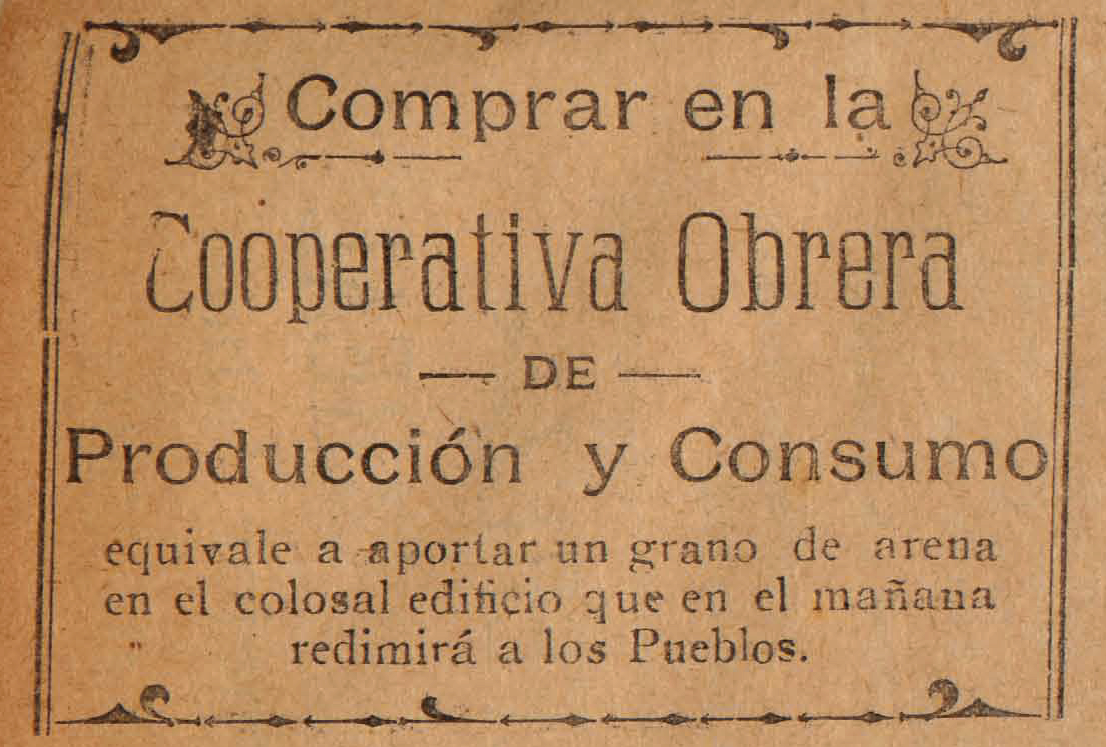
Publicidad.

Adicional, el texto empieza a aparecer acompañado de algún dibujo o ilustración y con un mensaje sobre la importancia de la educación, el no consumo de alcohol y el ahorro, con esto afianzan su declaración de valores, los cuales quieren inculcar en sus lectores.